# 劉涷
劉凍（？—？），字汝宗，號仁村，湖廣黃州府麻城縣人，民籍，明朝政治人物。

## 生平
嘉靖三十一年（1552年）壬子科湖廣鄉試第八十一名舉人。嘉靖三十二年（1553年）中式癸丑科會試第九十二名，三甲第二百一十三名進士。都察院观政，授四川富顺知县，丁父憂歸。服闋，起复补直隶成安县。行取赴部，为蜚语所中，谪直隶真定府通判，后归，家居三十余年。

## 家族
曾祖劉仲輇，州同知；祖父劉瑚，封兵部郎中；父劉天鵬，母江氏。兄刘渠（生员）、弟刘涞（监生）、刘泾、刘渭。